# Lejbówka
Lejbówka – część wsi Brzezinki w Polsce, położona w województwie świętokrzyskim, w powiecie jędrzejowskim, w gminie Wodzisław.
W latach 1975–1998 Lejbówka należała administracyjnie do województwa kieleckiego.